# Kanton Mortagne-au-Perche
Mortagne-au-Perche is een kanton van het Franse departement Orne. Het kanton maakt deel uit van het arrondissement Mortagne-au-Perche.

## Gemeenten
Het kanton Mortagne-au-Perche omvatte tot 2014 de volgende 14 gemeenten:
- La Chapelle-Montligeon
- Comblot
- Corbon
- Courgeon
- Feings
- Loisail
- Mauves-sur-Huisne
- Mortagne-au-Perche (hoofdplaats)
- Réveillon
- Saint-Denis-sur-Huisne
- Saint-Hilaire-le-Châtel
- Saint-Langis-lès-Mortagne
- Saint-Mard-de-Réno
- Villiers-sous-Mortagne

Bij de herindeling van de kantons door het deceet van 25 februari 2014, met uitwerking op 22 maart 2015, werden daar volgende 19 gemeenten aan toegevoegd:
- Bazoches-sur-Hoëne
- Bellavilliers
- Boëcé
- Champeaux-sur-Sarthe
- Coulimer
- Courgeoût
- La Mesnière
- Montgaudry
- Parfondeval
- Pervenchères
- Le Pin-la-Garenne
- Saint-Aquilin-de-Corbion
- Saint-Aubin-de-Courteraie
- Saint-Germain-de-Martigny
- Saint-Jouin-de-Blavou
- Saint-Martin-des-Pézerits
- Saint-Ouen-de-Sécherouvre
- Sainte-Céronne-lès-Mortagne
- Soligny-la-Trappe